# Przełamując fale
Przełamując fale (ang. Breaking the Waves) – duński dramat filmowy z 1996 roku w reżyserii Larsa von Triera. Główne role w filmie zagrali debiutująca na dużym ekranie Angielka Emily Watson oraz szwedzki aktor Stellan Skarsgård.
Film zdobył Grand Prix Jury na 49. MFF w Cannes, a Emily Watson była nominowana do Oscara w kategorii pierwszoplanowej roli żeńskiej.

## Fabuła
Film, osadzony w realiach Szkocji lat 70. XX w., przedstawia historię Bess McNeill (Emily Watson), która wychodzi za mąż za pracującego na platformie wiertniczej Jana (Stellan Skarsgård). Małżeństwo z „obcym” spotyka się z ostracyzmem lokalnej społeczności i konserwatywnego lokalnego kościoła kalwińskiego. Głęboko religijna Bess ma jednak wrażenie, że rozmawia z Bogiem, a ten ją wysłuchuje. Pragnąc, by rozłąka z mężem trwała jak najkrócej, prosi Boga, by ten sprawił, żeby Jan powrócił wcześniej z platformy. Tak się też staje, ale na skutek wypadku przy pracy, którego doznaje jej ukochany. Powraca na ląd sparaliżowany, a Bess uznaje, że to jej wina. Para nie może już uprawiać razem seksu, dlatego Jan prosi swoją żonę, by ta kochała się z innymi mężczyznami i opowiadała mu o tym, bo tylko w ten sposób ona może być dalej szczęśliwa. Bess stopniowo zaczyna wierzyć, że to, co robi, jest życzeniem samego Boga, a oddając się innym mężczyznom, może sprawić, że Jan odzyska sprawność. Bess, by sprostać postawionemu przez siebie zadaniu, uprawia rytualną prostytucję, w rezultacie zostaje zamordowana przez przygodnie poznanych marynarzy. Po śmierci zostaje potępiona przez miejscową wspólnotę religijną. Za to jej mąż odzyskuje władzę w nogach.

## Obsada
- Emily Watson – Bess McNeill
- Stellan Skarsgård – Jan Nyman
- Katrin Cartlidge – Dodo McNeill
- Jean-Marc Barr – Terry
- Adrian Rawlins – dr Richardson
- Jonathan Hackett – pastor
- Sandra Voe – pani McNeill
- Udo Kier – mężczyzna na trawlerze
- Mikkel Gaup – Pits
- Roef Ragas – Pim
- Phil McCall – dziadek
- Robert Robertson – przewodniczący

## Produkcja
Zdjęcia kręcono w szkockim hrabstwie Highland (wyspa Skye) oraz na przedmieściach Kopenhagi.

## Spektakle
W 2021 roku Przełamując fale Larsa von Triera w opracowaniu Vivian Nielsen zostało przeniesione na deski teatralne. Sztukę wyreżyserowała Ana Nowicka w krakowskim Teatrze BARAKAH. 